# Grumman XF5F Skyrocket
Pour les articles homonymes, voir Skyrocket.
Le Grumman XF5F Skyrocket est un prototype d’avion militaire de la Seconde Guerre mondiale réalisé en 1940 par Grumman Aircraft Engineering Corporation aux États-Unis.

## Conception
Il s'agit du premier bimoteur américain conçu pour être embarqué sur porte-avions.

### Développement lié
- Grumman F7F Tigercat
- Grumman S-2 Tracker
- Grumman C-1 Trader
- Grumman C-2 Greyhound
- Grumman E-2 Hawkeye

### Aéronefs comparables
- Lockheed P-38 Lightning
- SNCASE SE.100